# St. Peter am Hart
St. Peter am Hart, Sankt Peter am Hart – miejscowość i gmina w Austrii, w kraju związkowym Górna Austria, w powiecie Braunau am Inn. Liczy 2,4 tys. mieszkańców.